# Warhorse Studios
Warhorse Studios (anciennement Prague Game Studios) est une société tchèque de développement de jeux vidéo basée à Prague. Elle a été fondée en 2011 par Daniel Vávra, ancien auteur et designer de jeux du studio 2K Czech, et Martin Klíma, ancien producteur des studios Altar Games, Codemasters et Bohemia Interactive.
Le 13 février 2019, Warhorse Studios est racheté par Embracer Group.
En 2021, le studio de développement compte 180 employés depuis son Rachat par Embracer Group.
Kingdom Come: Deliverance II est annoncé en avril 2024 pour une sortie l'année suivante.

## Jeux développés
| Titre                        | Année           | Genre(s)    | Plateforme(s)                                               | Éditeurs(s)                   |
| ---------------------------- | --------------- | ----------- | ----------------------------------------------------------- | ----------------------------- |
| Kingdom Come: Deliverance    | 13 février 2018 | Jeu de rôle | Microsoft Windows, PlayStation 4, Xbox One, Nintendo Switch | Warhorse Studios, Deep Silver |
| Kingdom Come: Deliverance II | 4 février 2025  | Jeu de rôle | Microsoft Windows, PlayStation 5, Xbox Series               | Warhorse Studios, Deep Silver |

## Composition de l'équipe

### Daniel Vávra
Daniel Vávra est le scénariste, directeur, designer et cofondateur de Warhorse Studios.
Il est plus connu pour avoir été le directeur et chef de projet du jeu Mafia: The City of Lost Heaven, ainsi que le designer et scénariste pour Mafia II mais a quitté 2K Czech en 2009, soit un an avant la sortie du jeu. Il a été nommé aux Game Developers Choice Awards dans la catégorie "Écriture" pour Mafia: The City of Lost Heaven. Le jeu a remporté le prix de "Jeu de l'année" et plusieurs prix pour le "Meilleur scénario" dans de nombreux pays.
Les jeux sur lesquels a travaillé Daniel Vávra ont été vendus à plus de 5 millions d'exemplaires.

### Martin Klíma
Martin Klíma est le producteur exclusif de Warhorse Studios.
Il est également l’auteur du RPG papier "The Dragon's Lair" (Dračí doupě). Après avoir sorti le jeu Fish Fillets en 1997, il fonde la société Altar Interactive (plus tard Altar Games) en tant que producteur exécutif. Le studio a produit le jeu vidéo de stratégie en temps-réel Original War trois ans plus tard. Altar publie ensuite la trilogie UFO: Aftermath, UFO: Aftershock et UFO: Afterlight.
Martin Klíma a également travaillé sur Operation Flashpoint: Dragon Rising, jeu de tir tactique développé et édité par Codemasters.

### Viktor Bocan
Pour les articles homonymes, voir Bocan.
Viktor Bocan est le designer principal de Warhorse Studios.
Il a été concepteur et scénariste de jeux informatiques pendant plus de 15 ans. Il a commencé à écrire pour des jeux sur Atari 800 et est largement reconnu pour Operation Flashpoint: Cold War Crisis et Operation Flashpoint: Resistance. Ces jeux font partie des meilleures ventes du monde entier : plusieurs millions d'exemplaires.
Viktor Bocan a ensuite travaillé sur ARMA: Armed Assault, un « successeur spirituel » de Operation Flashpoint: Cold War Crisis. Il a également créé des petits jeux pour Nintendo DS, Xbox Live, iPhone etc.

### Tomás Blaho
Tomás Blaho est l’ingénieur chef de Warhorse Studios.
Il a été le principal développeur graphique du studio Illusion Softworks (plus tard 2K Czech) où il a travaillé sur plusieurs jeux, dont Mafia: The City of Lost Heaven et Mafia II et Hidden and Dangerous 2. Après avoir terminé Top Spin 4 pour 2K Czech, il est parti au studio Playground Games au Royaume-Uni et a travaillé comme développeur graphique sur le jeu Forza Horizon. 
Il a également beaucoup travaillé sur Dreamcast, PlayStation 2, Xbox, PlayStation 3, Xbox 360 et iPhone.

## Sources
1. Matulef, Jeffrey (23 mai 2016). "Kingdom Come: Deliverance delayed until next year". Eurogamer. Gamer Network. Consulté 22 décembre 2016.
2. Rossignol, Jim (26 juillet 2011). "Czech Veterans Form New Studio, Warhorse". Rock, Paper, Shotgun. Consulté 30 septembre 2016.
3. "Warhose Studios : About Us", Warhorse Studios. Consulté 5 avril 2017.https://www.gamekult.com/actualite/kingdom-come-deliverance-atteint-les-5-millions-d-exemplaires-vendus-3050850647.html
4. Le Récap : Les dates clés de Warhorse Studios publié le 17 juin 2020. https://www.begeek.fr/warhorse-studios-un-nouveau-logo-pour-un-nouveau-depart-343973
5. Gamekult.com : publié 28 juin 2022. Vente à 5 millions d'exemeplaires. https://www.gamekult.com/actualite/kingdom-come-deliverance-atteint-les-5-millions-d-exemplaires-vendus-3050850647.html